# Félix Cuesta
Félix Cuesta Fernández (Madrid, 1952) es doctor en Ciencias Económicas, licenciado en Ciencias Físicas y EXMBA por el IE Business School. Ha sido el primer español invitado a dictar una conferencia en la reunión anual de Premios en Ciencias Económicas en memoria de Alfred Nobel, el 1 de diciembre de 2008 en Trieste, donde el título de su conferencia fue: CUSTOMERING: business transformation to overcome the crisis. 
Además de su actividad como consejero y advisor de empresas, es profesor de la Universidad de Alcalá y del IE Business School y ha impartido clases en escuelas de negocio y universidades de todo el mundo como el Instituto Tecnológico de Monterrey, la Universidad del Gas y del Petróleo de Ploiești, la ESCP Europe, etc. Así mismo, es conferenciante internacional además de colaborador habitual en diferentes medios de comunicación, tanto en radio como televisión y ha publicado una gran cantidad de artículos en medios económicos, empresariales y generalistas.
Ha publicado varios libros, un capítulo en la Enciclopedia CISS para la dirección comercial y marketing, una decena de artículos científicos en congresos internacionales y decenas de artículos en revistas de administración, de marketing y de medios económicos y generalistas.
Cuenta con premios como el Premio Extraordinario por su tesis doctoral en Economía, una nominación al ALEC 94 o el Premio Luis Alberto Petit de 1976, cuando su actividad se centraba en la investigación y desarrollo de sistemas informáticos.
Ha sido miembro portavoz de la delegación española en el primer encuentro luso-español, en la mesa de comercio electrónico y ante la asamblea, miembro del jurado de los premios IMAN 2005 y es miembro del comité científico de la Universidad del Gas y del Petróleo de Ploiești y miembro del comité editorial de la revista Empresa del IE Business School y de la revista Petroleum-Gas University Bulletin de la Universidad de Ploiești.

## Aportes
Sus aportes más importantes a la gestión empresarial han sido:
- La solución del problema histórico del marketing en la segmentación de cartera de clientes, consiguiendo que cada cliente sólo pueda encontrarse en un único segmento.
- La creación del concepto de estructura empresarial como resultado del conjunto básico de variables interrelacionadas y a su vez alineadas con el entorno.
- La integración en un modelo de administración, al que denominó customering, en el que integra todas sus aportaciones en cada disciplina de la gestión empresarial.

## Publicaciones
- La gestión de la cartera de clientes (CS Cámaras de Comercio, 2007). Libro digital.
- La transformación empresarial como base de la competitividad (Anaya, 2004).
- Fidelización, un paso más allá de la retención (McGraw-Hill, 2003).
- La empresa virtual (McGraw-Hill, 1998, 1999). 2ª edición actualizada (McGraw-Hill, 2006).
- Dirección y organización de la empresa multinacional (UAH, 1998).
- La gestión del marketing directo (McGraw-Hill, 1997).
- Capítulo X de la Enciclopedia CISS para la dirección comercial y marketing.

- Datos: Q5872221